# Stadion Miejski w Nyíregyházie
Stadion Miejski w Nyíregyházie (węg. Nyíregyháza Városi Stadion) – wielofunkcyjny obiekt sportowy w miejscowości Nyíregyháza na Węgrzech.
Został otwarty w 1958 roku. Pojemność stadionu to 13 501 miejsc. Obecnie spełnia wszystkie kryteria UEFA do rozgrywania najważniejszych spotkań piłkarskich. Na stadionie swoje mecze domowe rozgrywa miejscowy klub Nyíregyháza Spartacus FC.
W 1995 roku, na stadionie odbywały się mistrzostwa Europy juniorów w lekkiej atletyce.
W latach 1999–2002 trwała przebudowa stadionu. Została zainstalowana elektroniczna tablica świetlna, zbudowano dach nad trybunami na 4200 miejsc. Stadion spełnia wymogi UEFA dla międzynarodowych meczów.
Rekord frekwencji na stadionie - 28 000 osób, został zanotowany 1 listopada 1980 roku.
Na stadionie również swoje mecze rozgrywa reprezentacja Węgier oraz inne reprezentacje narodowe i kluby grające w europejskich pucharach np. Debreceni VSC.